# جيمس ميلتون كارول
جيمس ميلتون كارول (بالإنجليزية: James Milton Carroll)‏ هو مؤرخ أمريكي، ولد في 8 يناير 1852، وتوفي في 10 يناير 1931.